# 1990 CF
1990 CF är en asteroid i huvudbältet, som upptäcktes den 1 februari 1990 av den japanske amatörastronomen Atsushi Sugie i Dynic-observatoriet.
Den tillhör asteroidgruppen Eunomia.